# Configuratie (wiskunde)

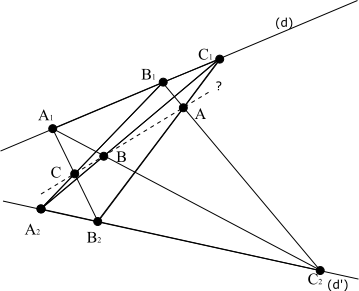
De stelling van Pappos levert een 9_{3} configuratie.

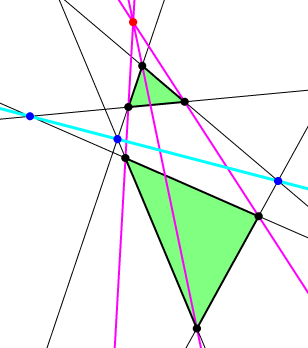
De stelling van Desargues levert een 10_{3} configuratie.

In de projectieve meetkunde, een deelgebied van de wiskunde, is een configuratie een eindige verzameling punten en lijnen waarin iedere lijn door hetzelfde aantal punten gaat en ieder punt op hetzelfde aantal lijnen ligt. 
Als de configuratie uit {\displaystyle p} punten en {\displaystyle q} lijnen bestaat, zijn er natuurlijke getallen {\displaystyle n} en {\displaystyle m} zodanig dat
- er op iedere lijn precies {\displaystyle m} punten liggen en
- er precies {\displaystyle n} lijnen door ieder punt gaan.

Deze configuratie wordt genoteerd als {\displaystyle p_{n},q_{m}}.
Er geldt:
{\displaystyle pn=qm} en {\displaystyle p\geq n(m-1)+1},
maar deze voorwaarden zijn niet voldoende voor het bestaan van een configuratie. Als {\displaystyle p=q}, dus {\displaystyle n=m}, is er sprake van een symmetrische configuratie en wordt de configuratie genoteerd als {\displaystyle p_{n}}.
Het kan met behulp van een incidentiematrix worden vastgelegd welk punt op welke lijn ligt. De driehoek wordt als {\displaystyle 3_{2}} genoteerd en het Fano-vlak als {\displaystyle 7_{3}}. De ruimte, waarin de punten liggen, hoeft geen euclidische ruimte te zijn.
Configuratie wordt in algemene zin gebruikt voor een bepaalde verzameling punten in de euclidische meetkunde. 

## Desmische configuratie
Een desmische configuratie is een drietal viertallen punten in de driedimensionale euclidische ruimte zodanig dat elk punt van een viertal een perspectiviteitscentrum is voor de andere viertallen punten. De hoekpunten en de verbindingslijnen vormen een ruimtelijke {\displaystyle 11_{4},16_{3}} configuratie.
De projectie op het platte vlak speelt een rol in de driehoeksmeetkunde bij de kruisingsdriehoek.